# Trogoderma primum
Trogoderma primum är en skalbaggsart som först beskrevs av Jayne 1882.  Trogoderma primum ingår i släktet Trogoderma och familjen ängrar. Inga underarter finns listade i Catalogue of Life.